# Franck Marchis
Franck Marchis (né le 6 avril 1973 à Caen, en France) est un astronome, un planétologue et un entrepreneur franco-américain. Il est surtout connu pour la découverte et la caractérisation de plusieurs astéroïdes, ses études sur le volcanisme de Io, un des 4 satellites galiléens, et sur l'imagerie des exoplanètes, les planètes qui gravitent autour d'autres étoiles que le Soleil.
L'astéroïde (6639) Marchis a été nommé en son honneur le 4 avril 2007.

## Contexte
Marchis est né en France. Il est actuellement chercheur (Principal Investigator) à l'Institut SETI. Il a obtenu son doctorat en 2000 à l'université de Toulouse, en France en sciences planétaires. Bien que sa thèse ait été réalisée alors qu'il vivait à plusieurs endroits, Mexique, France, Grande-Bretagne, la majeure partie de ses études a été réalisée alors qu'il travaillait à l'observatoire de La Silla au Chili pour l'Observatoire européen austral, une organisation intergouvernementale visant à développer l'astronomie dans l'hémisphère sud.
Il a participé à la préparation d'observations avec le premier système d'optique adaptative disponible pour la communauté scientifique (appelé ADONIS pour le télescope de 3,6 mètres de l'ESO). Il a déménagé en Californie peu après avoir reçu son doctorat en novembre 2000 à la suite d'un stage postdoctoral à l'université de Berkeley. Depuis lors, il a consacré l'essentiel de son activité à la surveillance du volcanisme de Io grâce au télescope Keck et le soutien du CFAO, un centre scientifique et technologique de la NSF. En 2003, il a été embauché au poste de chercheur assistant à l'UC Berkeley pour mener ses recherches de façon plus autonome, élargies à un champ plus large, mais toujours basées sur les techniques de haute résolution angulaire.
En 2007, il a été nommé planétologue au Centre Carl Sagan de l'Institut SETI où il a pu développer ses recherches sur plusieurs astéroïdes à l'aide des installations des télescopes spatiaux (Hubble, Spitzer) et en participant au développement de concepts de mission spatiale pour explorer ces nouveaux mondes. En juin 2011, il a accepté un poste à temps plein au Centre Carl Sagan pour diriger l'étude de concepts de missions spatiales et de nouveaux instruments de haute résolution et de contraste élevé pour les télescopes au sol. Il dirige actuellement le programme d'éducation et de sensibilisation au public de l'imageur planétaire Gemini, un instrument destiné à la recherche d'exoplanètes, qui utilise l'imagerie directe, la spectroscopie et la polarimétrie, avec lequel il a lancé sa campagne de recherche en mars 2015.
Il a également enseigné à plusieurs reprises le cours « The Planets (Astro 12) » à l'UC-Berkeley et donné plusieurs cours en espagnol au Chili. Il est astronome associé de l'Observatoire de Paris depuis juin 2003, IMCCE (Réf [1])[Quoi ?]. Il est apparu et a été un conseiller scientifique pour plusieurs émissions de télévision et de documentaires en relation avec son travail de recherche de la vie dans l'univers et l'étude du volcanisme de Io ou les astéroïdes.
Il est cofondateur et Chief Scientific Officer de la société Unistellar qui produit des instruments d'observation numériques.

## Découverte de compagnons de planètes mineures
Marchis a exploité les capacités de haute résolution offerts par l'optique adaptative de télescopes basés au sol pour étudier des centaines d'astéroïdes de la ceinture principale et d'astéroïdes troyens. Avec les membres de son équipe, ils ont annoncé la découverte du premier système astéroïdal triple en août 2005 autour de (87) Sylvia, et la première mesure d'une masse volumique apparente d'un astéroïde troyen en février 2006 ((617) Patrocle). Les deux découvertes ont été publiées dans le journal scientifique Nature.
En juillet 2006, Marchis et son équipe ont annoncé la découverte d'une lune autour de (624) Hector en utilisant le système d'optique adaptative à guidage laser du Keck. Ceci représentant le premier système multiple au point de Lagrange L4 et le premier système astéroïdal d'un troyen découvert.
Un deuxième système triple orbitant dans la ceinture principale a été découvert par la même équipe et a été annoncé en mars 2007. Une analyse ultérieure des images du VLT-NACO prises en janvier 2004 a révélé la présence d'une seconde lune, mesurant 6 km, orbitant autour de (45) Eugénie. Depuis 1999, ce système était connu pour avoir un grand satellite, nommé Petit-Prince (~ 15 km) orbitant à 1 200 km.
| Désignation permanente et nom | Désignation provisoire | Date de découverte | Technique     |
| (107) Camille II              | S/2016 (107) 1         | 7 août 2016        | VLT Sphere AO |
| (130) Électre II              | S/2014 (130) 1         | 6 décembre 2014    | VLT Sphere AO |
| (93) Minerve II Gorgonéion    | S/2009 (93) 2          | 31 août 2009       | Keck AO       |
| (93) Minerve I Égide          | S/2009 (93) 1          | 31 août 2009       | Keck AO       |
| (216) Cléopâtre II Cléoséléné | S/2008 (216) 2         | 24 septembre 2008  | Keck AO       |
| (216) Cléopâtre I Alexhélios  | S/2008 (216) 1         | 24 septembre 2008  | Keck AO       |
|                               | S/2008 (160091) 1      | 19 février 2008    | HST           |
|                               | S/2008 (119067) 1      | 19 février 2008    | HST           |
| (3749) Balam II               | S/2007 (3749) 1        | 19 mars 2008       | Lightcurve    |
| (45) Eugénie II               | S/2004 (45) 1          | 7 mars 2007        | VLT NACO AO   |
| (624) Hector I Scamandrios    | S/2006 (624) 1         | 21 juillet 2006    | Keck AO       |
| (87) Sylvia II Rémus          | S/2004 (87) 1          | 15 août 2005       | VLT NACO AO   |

## L'activité volcanique de Io
En exploitant la capacité d'imagerie haute définition disponible sur les télescopes terrestres équipés de systèmes d'optique adaptative, Franck Marchis et son équipe ont étudié le volcanisme particulier de Io, satellite galiléen de Jupiter. En février 2001, ils ont pu être témoins de l'éruption la plus énergique jamais enregistrée dans le système solaire.
Le volcan Surt, situé dans l'hémisphère nord de Io, est entré en éruption, d'une façon extrêmement active. L'énergie observée indique la présence d'une éruption volcanique très active et de haute température. Le type d'éruption capable de produire cette signature thermique nécessite la présence de fontaines de feu incandescentes éjectant de la lave en fusion à plusieurs kilomètres de haut, propulsées à grande vitesse sur le sol par des gaz en expansion, le tout accompagné par de vastes coulées de lave à la surface. L'éruption de Surt semble couvrir une superficie de 1 900 kilomètres carrés, ce qui est plus grand que la ville de Los Angeles et même plus grand que la ville de Londres.